# Boarmia aellographa
Boarmia aellographa är en fjärilsart som beskrevs av Turner 1947. Boarmia aellographa ingår i släktet Boarmia och familjen mätare. Inga underarter finns listade i Catalogue of Life.